# Pyrgoniscus emarginatus
Pyrgoniscus emarginatus är en kräftdjursart som först beskrevs av Gustav Budde-Lund 1910.  Pyrgoniscus emarginatus ingår i släktet Pyrgoniscus och familjen Armadillidae. Inga underarter finns listade i Catalogue of Life.